# Circondario di Düren
Il circondario di Düren è un circondario tedesco situato nella parte occidentale della Renania Settentrionale-Vestfalia.
Questo circondario, che ha una popolazione di circa 266 771 abitanti distribuiti su una superficie di 941 km², confina con i circondari di Heinsberg, Reno-Neuss, con il Reno-Erft e con i circondari di Euskirchen e Aquisgrana. È inoltre attraversato dal fiume Rur.
Venne creato nel 1972 dall'unione dei precedenti circondari di Düren e Jülich.

## Città e comuni
Fanno parte del circondario 15 comuni di cui cinque portano il titolo di città (Stadt). Una delle cinque città porta il titolo di grande città di circondario (Große kreisangehörige Stadt) e un'altra quello di media città di circondario (Mittlere kreisangehörige Stadt).
(Abitanti al 31 dicembre 2021)
| Città 1. Düren, Grande città di circondario (91 814) 2. Heimbach (4 262) 3. Jülich, Media città di circondario (32 635) 4. Linnich (12 835) 5. Nideggen (10 204) | Comuni 1. Aldenhoven (13 893) 2. Hürtgenwald (8 798) 3. Inden (7 418) 4. Kreuzau (17 463) 5. Langerwehe (14 050) 6. Merzenich (10 149) 7. Niederzier (14 180) 8. Nörvenich (10 816) 9. Vettweiß (9 685) 10. Titz (8 569) |